# Sagalo
Sagalo är en ort i Mali.   Den ligger i regionen Kayes, i den sydvästra delen av landet, 300 km väster om huvudstaden Bamako. Sagalo ligger 540 meter över havet och antalet invånare är 15 830.
Terrängen runt Sagalo är platt åt sydost, men åt nordväst är den kuperad. Runt Sagalo är det mycket glesbefolkat, med 3 invånare per kvadratkilometer. Det finns inga andra samhällen i närheten. Omgivningarna runt Sagalo är huvudsakligen savann.